# Rozsdasárga tölcsérgomba
A rozsdasárga tölcsérgomba (Paralepista flaccida) a kalaposgombák rendjén belül a pereszkefélék családjába tartozó Paralepista nemzetség egyik gombafaja.

## Megjelenése
Lombhullató és fenyőerdők talaján egyaránt terem, augusztustól novemberig. Neki megfelelő időjárás esetén tömegesen terem.
A gomba kalapja maximum 8 cm átmérőjűre nőhet meg, színe rendszerint rozsdabarna, de lehet narancssárgás is. Fiatalon domború és begöngyölt szélű, később kiterül és tölcséressé válik. Felülete sima, szaga jellegzetesen fanyar.
Lemezei tönkre lefutók, enyhén sárgásbarna színűek.
Tönkje 3 – 10 cm magas, 1,5 cm vastag, henger alakú, fiatalon tömör, az idősebb példányoké üreges, színe halványabb a kalap színénél.

## Összetéveszthetősége
Tapasztalatlan gombagyűjtő esetleg az ehető sereges tölcsérgombával tévesztheti össze, de ennek kalapja jóval világosabb, rendszerint fehéres - rozsdás vagy bőrszínű, termetre is kisebb és ritkán terem a rozsdasárga tölcsérgombával egyszerre, ugyanis nyári, kora őszi gomba.
Habár nem mérgező, fanyar - kesernyés íze miatt nem fogyasztható gomba.